# 川滇野丁香
川滇野丁香（学名：Leptodermis pilosa）为茜草科野丁香属下的一个种。

## 变种
- 刺枝野丁香（学名：Leptodermis pilosa var. acanthoclada）为茜草科野丁香属下的一个变种。
- 穗花野丁香（学名：Leptodermis pilosa var. spicatiformis）为茜草科野丁香属下的一个变种。
- 光叶野丁香（学名：Leptodermis pilosa var. glabrescens）为茜草科野丁香属下的一个变种。本变种各部被微小疏柔毛而与原变种区别。产四川（宁远、西昌、德昌）、云南（丽江、白盐井、东川）。

## 扩展阅读
- 維基物種上的相關：川滇野丁香